# نهضة الدولة العثمانية
نهضة الدولة العثمانية أو فترة الكمال أو النضج، هي الفترة التي تلت فترة التأسيس (طالع قيام الدولة العثمانية). وقد استمرت تللك الفترة التي نستطيع أن نقول أنها قد بدأت بفتح القسطنطينية بشكل عام حتى معركة فيينا. بينما أوضح حاجي خليفة الملقب بالكاتب شلبي بأن الدولة قد استمرت حتى جلالة تلك الفترة عام 1593 ولكن قد وصف مصطفى نعيمة هزيمة فيينا عام 1683 بنهاية تلك الفترة وبداية فترة جديدة. فبعد التقسيم الذي قام به مصطفى نعيمة طبقاً للمفهوم التاريخي ابن خلدون سار على نهجه أيضاً مؤرخي الفترة العثمانية.
فانتشرت الدولة في تلك الفترة إلى كامل أفريقيا الشمالية، مسيطرين على قسمٍ هامٍ من أوروبا الشرقية ومحاصرين أبواب فيينا.
وقد حاربت الدولة العثمانية الدولة الصفوية والتي قد ظهرت من جديد في الشرق وفي تلك الفترة قد شُهدت فترة ركود الدولة العثمانية.
يتعلق العصر الكلاسيكي للإمبراطورية العثمانية (بالتركية: Klasik Çağ) بتاريخ الإمبراطورية العثمانية منذ فتح القسطنطينية عام 1453 حتى النصف الثاني من القرن السادس عشر، أي تقريبًا نهاية عهد سليمان القانوني (حكم 1520) –1566). خلال هذه الفترة بلغ نظام الحكم الوراثي القائم على السلطة المطلقة للسلطان ذروته، ووضعت الإمبراطورية الأسس المؤسسية التي ستحافظ عليها، في شكل معدل، لعدة قرون. توسعت أراضي الإمبراطورية العثمانية بشكل كبير، وأدت إلى ما أطلق عليه بعض المؤرخين اسم باكس أوتومانا. اكتملت عملية المركزية التي خضعت لها الإمبراطورية قبل 1453 في عهد محمد الثاني.

## نقطة الانتشار والذروة (1453-1566)

### محمد الفاتح(1451-1481)

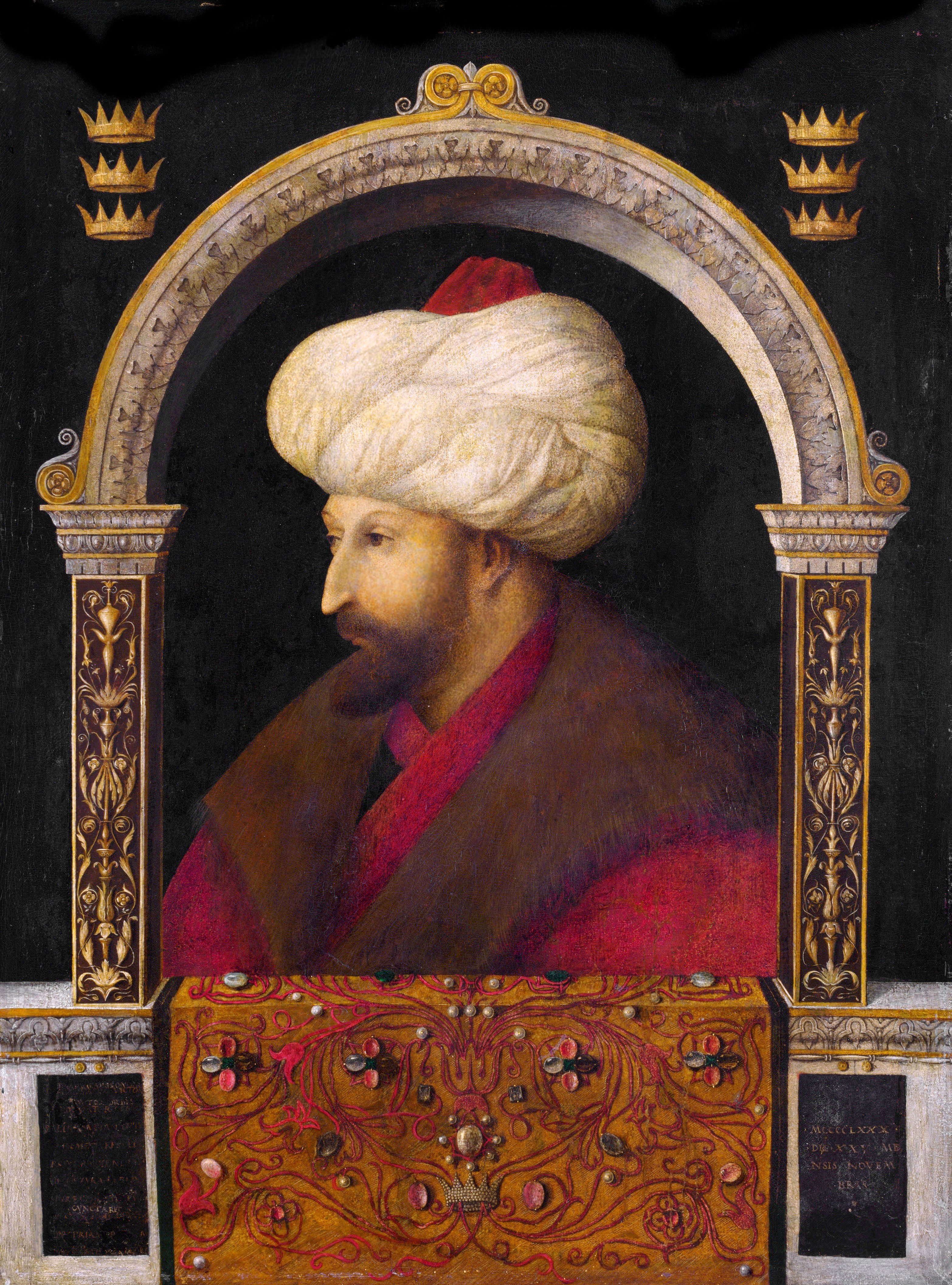
السلطان محمد الفاتح

قد سيطر على كل اليونانيون في خلال بضعة سنوات منذ فتح إسطنبول عام 1453. وقد كانت بعض الجزر المهمة مثل رودوس، كريت، قبرص. ولكن قد استطاعت فرسان مالطة في رودوس، السيطرة عليها وذلك حتى مطلع القرن السادس عشر. بينما قد هيمن الفينسيون على قبرص (في القرن السادس عشر)، وكريت أيضا (في القرن السابع عشر) وحتى طرابزون أيضا لم تعد تمت لدولة الروم بصلة. وفي خلال مدة قصيرة تم القضاء على دولة السلف بجنوب دانوب وقد كانت المقاومة الأخيرة في ألبانيا والتي أستطاع جيرجوس كستريونا الذي يُلقب بإسكندر بك أن يحقق انتصارات قد استمرت لسنوات.
فقد بدأ العثمانيون بالتحرك نحو حدود دالماسيا الفينسية عند سواحل البحر الأدرياتيكي واعتباراً من عام 1480 بدأوا يخطوا نحو أوترانتو ولكن التقدم العثماني في أوروبا الوسطى قد واجه مشاكل محلية، فالمسار الرئيس لهذه المشاكل بالنسبة للعثمانين تتمثل في التعرف على الخصائص المحلية. ولكن على الفور قد تم إلغاء خصائص إمارة السلف التي صارت من الممكن أن تقوم قوة الدولة بالإصرار على إدارة الدولة مباشرة.
وقد خطط محمد الفاتح بالتخلص من الانكشاريين، حيث جدد الأسلحة بالجيش، وارتفعت أعدادهم وتم تعزيز سيطرتهم المركزية. وبعد فتح إسطنبول قد تحولت الأنظار إليها. فقبل خمسون عاماً من تولى محمد الفاتح الحكم قد نجح بايزيد الأول بجعل إسطنبول وحدة عسكرية هامة. ولكن بعد معركة أنقرة عام 1402 انهارت تلك الوحدة. ولهذا السبب قد تم ضم الروم والإمارات التركية الأخرى التي تحت سيطرة الأتراك إلى أراضي إمبراطورية طرابزون. وخطط لعقد إتفاق مع خانية القرم، وبالفعل قد نجحت هذه الفكرة لتمهد ضم الألوية الأخرى بالأناضول للهيمنة العثمانية.
وقد تعمقت المشكلات المنبثقة من الجبهة الآسيوية للدولة أكثر بكثير من الجبهة الأوروبية. بالرغم من عدم وجود أي ألوية في الأناضول تستطيع التنافس مع العثمانيين. إلى أن ظهرت مشكلات أخرى منبثقة من المشاعر الدينية. لتظهر مشاكل أخرى تتمثل في آق قويونلو والتي تنبثق من القوة السياسية في إيران وأذربيجان وأرمينيا. فشعر تركمان آسيا بالتقرب أكثر إلى آق قويونلو بالقياس مع العثمانيين الذين نشؤوا على حدود البلقان. بالإضافة إلى أن عشائر التركمان لهم دور مهم وفعال في الوجود الشعبي. وقد هزم محمد الفاتح ازون حسن حاكم آق قويونلو في معركة اتلوبلي. فبعد مرور مدة قام الشعب الذي يحترم الطوائف والصوفية احتراماً كبيرا بتأسيس الدولة الصفوية المطوقة بالأسرة الحاكمة الشيعية الجديدة والتي ظهرت في أردبيل.
فطبقاً لأورال ساندير فإن أهم خاصية من ناحية التاريخ السياسي لفترة محمد الفاتح تتمثل في التطوير لنظام الدولة بعد فتح إسطنبول. وقد لجأ أعداد كثيرة من اليهود الفارين من الهجمات الأوروبية، لراية الحكم الإسلامي. بالإضافة إلى أن الجماعات المكونة من الأقباط والديانات المختلفة الأخرى قد حصلوا على نوع من الاستقلالية أو الحكم الذاتي وذلك مناهضة لإدارة السلطة المركزية من الزعماء الدينيين. فقد استطاعوا الاستمرار بالنظام الدولي الذي يحمي القوانين الخاصة بهم ونواحي حياتهم المختلفة. حتى الوافدين من الديانات الأخرى والذين لا يعدوا مواطنين من الدرجة الأولى كشعباً، قد استمرت ماهيتهم وحصلوا على حق المعيشة تحت مناخ مفعم بالأمان. ومع مرور الزمن قد زاد عددهم، مسيطرين أيضا على مجالات التجارة التي تعد إلى حد ما تخص المسلمون. وبهذا وبمفهوم الإدارة فتلك الفترة لم تشهد تعدد عناصر أخرى في أوروبا.

### بايزيد الثاني(1481-1512)
كان يميل بايزيد الثاني للسلام على عكس والده. وفي حين أنه قد اضطر إلى الدخول بمناورات مع السياسة الدولية الأوروبية. ومن أجل أن يستطيع منع الحملات الصليبية الجديدة فقد واصل مجهوداته لحماية قوة الجيش والتي بدأها والده. وفي نهاية ذلك قد عمل على تأمين الدعم العثماني كورقة رابحة مناهضة لاتحاد الدول الموجودة بإيطاليا. وقد انتهت الهيمنة البحرية للفينسيين الموجودة في البحر الأبيض المتوسط وذلك في حرب العثمانيين والفينسيين (1499- 1503). ومن هنا استطاع الغواصون العثمانيون بالدخول في حملات أيضا غرب البحر الأبيض المتوسط. وحفز بايزيد الثاني من تطوير العلاقات التجارية والاقتصادية للدولة. وقد أنشأ علاقات تجارية رابحة مع إيطاليا. وبداية من القرن الخامس عشر سُمح لليهود الوافدين من إسبانيا بالدخول للأراضي العثمانية.

### سليم الأول(1512-1520)
قد اعتلى سليم الأول العرش بمشاكل كبيرة بمجرد ترك والده بايزيد الثاني السلطة، فتم التخلص من تهديدات أخويه الكبار (أحمد بن بايزيد وشهزاده كوركوت) وقد صد تهديدات الصفويين الذين نهضوا من جديد، وقد هزمهم في معركة جالديران عام 1514، متجها نحو إسماعيل الصفوي ومتقدما حتى تبريز. وعند العودة في عام 1515 شُنت معركة مع بنو ذو القدر ويطلق على تلك المعركة طورنا ضاغ. وقد تم تسليم بنو رمضان الذين شهدوا تلك المعركة وقد تم تأمين الوحدة التركية في الأناضول. فقد تم تسهيل الدفاع عن الدول ضد الهجمات (مثل هجوم تيمور) والذي يمكن أن يؤثر مباشرة على التنمية. وقد اندرجت مصر في تلك الحملات وهذا بعد معركة جالديران مباشرة. وهناك قد أمن دخول خلفاء سليم الأول للسلالة العثمانية مع نهاية النظام المملوكي. وقد تم نقل الآثار المقدسة إلى إسطنبول. أما طرق الحجاز والمدن المقدسة مثل مكة والمدينة فقد تم مراقبتها بإشراف من الدولة العثمانية. ليصبح العالم الإسلامي أجمع تحت حماية العثمانيين.

### سليمان القانوني(1520-1566)
قد أعاد سليمان القانوني من جديد العلاقات السياسية مع غزة ضد الغرب والتي قد وقفت في عهد سليم الأول. فالاستلاء على بلغراد (1521) والاستيلاء على أوروبا الوسطى (1521) ورودوس (1522) ومن أجل الأحداث القائمة في البحر الأبيض المتوسط قد أكسب الدولة العثمانية مكانة مناسبة. فقام السلطان سليمان القانوني الذي قضى على جيش المجر في موهاتش عام 1526 بالدخول إلى بودا عاصمة المجر. وقد تولى حماية المجر في مملكة زايوليا. وتعد معركة موهاج أقصر المعارك مدةً على مدار التاريخ. ومن أجل سيطرة المجر على الدولة واجهت هابسبورغ. فقام سليمان القانوني بحملة انتهت بمحاصرة فيينا عام 1529 من أجل حماية زابولي. وفي عام 1532 شن حملة ضد الألمان وفي عام 1541 أيضا أُلحقت أراضي المجر للهيمنة العثمانية مكوننين ولاية عثمانية. وفي عام 1543 قد سيطر أيضاً على استراكون أثناء حملة المجر. وقد دخلت الجزائر التي تحت حماية بيري ريس تحت الهيمنة العثمانية وذلك عام 1534. وفي عام 1531 أيضا سيطر على طرابلس مع الأسطول الذي تحت قيادة تورجت ريس.

### سليم الثاني(1566-1574)
شن سليم الثاني حملته الأولى بعدما اعتلى العرش على اليمن وسيطر على اليمن التي لم يُستطاع السيطرة عليها في عهد سليم الأول وذلك عام 1568. وبعد الاستيلاء على اليمن قد تم تأمين المضيق مهيمناً على خيوس من الجنويين. وفي عهده قد تم إقالة وزير أعظم واحد فقط، وكان يُدعى صقللي محمد باشا فقد كان قرار السلطان سليم الأول بإقالة صقللي محمد باشا قراراً موفقاً. وقد تم تحصين قوة الدولة العثمانية في عهده. وبعد الاستيلاء على خيوس ضم أيضاً إلى الدولة العثمانية أراضي مثل (تونس وإندونسيا وأستراخان وقبرص). وأثناء معركة ليبانت أيضا قد تم تجديد وتحصين الجيش بشكل كبير. وقد افتتحت قناه نهرية ما بين نهري دون وفولغا في عهد سليمان القانوني ولكنها حقيقة غير مؤكدة حيث أوضح صقللي محمد باشا أنه تم تأمين المضيق مفتتحين قناة نهرية بين هاتين النهرين في عهد سليم الثاني. وقد أنشأت أيضا قناة السويس في عهد سليم الثاني.

#### حملة جنوب أذربيجان
قد كانت أذربيجان واحدة من المواضيع الجدالية في عهد سليمان القانوني. وفي حين الانتصار على أذربيجان في معركة جالديران وذلك في عهد السلطان سليم، وتقدم الجيش العثماني حتى تبريز، والهيمنة العثمانية الكاملة على شرق الأناضول، فإنه قد تم إبرام معاهدة سلام مع الدولة الصفوية. فسواء أن كانت الدولة الصفوية أم الدولة العثمانية فكلا البلدين ينظرا بنظرة شك لبعضهم البعض. وكمثل جنوب أذربيجان والأناضول التي لم يتم التخلي عن السيطرة عليهم، كان العثمانيون يأملون أيضا بالهيمنة على أراضي العراق التي تمتد حتى الخليج العربي والذي هو واحد من الخليجان اللذان يمتدان من الشمال حتى المحيط الهندي. وبهذا فالأحداث الحدودية بين البلدين ليست بقليلة. فقد قام فريق بتغيير الطرف بسبب الوضع الأمني الحدودي. ومع تلك الأحداث فقد تم تعيين الصدر الأعظم إبراهيم باشا لحملة الصفوية وذلك عام 1533. ولكن قد خرج قبله الملك لقيادة الحملة عام 1534. وفي عام 1535 قد تم السيطرة على أراضي العراق من قبل العثمانيين وبما في ذلك بغداد والتي ذو تأثير هام وفعال لتلك الحملة التي سُميت بحملة إيراقين. وبهذا قد سيطر العثمانيون أيضاً على واحدة من الخلجان المهمة التي تمتد حتى المحيط الهندي. وانتهت حروب جنوب أذربيجان بمعاهدة أماسيا. لينتج عن تلك المعاهدة سيطرة العثمانيين على أذربيجان وتبريز وقسم من أراضي الأناضول الشرقية. وقد استمرت تلك المعاهدة حتى عام 1576.

#### حملات بحر الهند (1538-1669)
بينما قد شُنت حروب بحرية مُضنةً ما بين العثمانيين ودول البحر الأبيض المتوسط القبطية وذللك في البحر الأبيض المتوسط. قد دخلت الدولة العثمانية في صراعات مع البرتغاليين بدايةً من عام 1538 وذلك في المحيط الهندي، وقد استمرت تلك الصراعات حتى عام 1669. وأثناء تلك الفترة قد تم إرسال البحرية العثمانية إلى كلا من الهند وذلك لعدة مرات، وجزيرة سومطرة لمرة واحدة. وقد ضُمت اليمن، وإثيوبيا، وبعض من الدول الأفريقية إلى الدولة العثمانية. وقد قام العثمانيون بعمليات بحرية ناجحة مناهضة للبرتغالين في المحيط الهندي، وحصن وهيمن على المحيط الهندي. ولكن وبعد فترة وبسبب إخفاقات العثمانيين في المحيط الهندي، فقد نتجت عنها نتائج سلبية لكلًا من الدولة العثمانية بأكمالها وعلى دول الشرق أيضا. وذلك بسبب عدم تأقلم البحرية العثمانية مع أحوال المحيطات، ولم يُعطى أهمية واجبة للحملات على الهند، بالإضافة إلى فشل حاكم غوجارات بإمداد العثمانيين بالمساعدات.

## فترة التمردات والتعافي من جديد

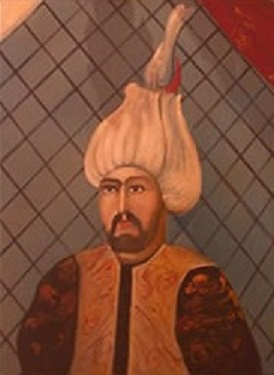
الصدر الأعظم محمد باشا صقللي، ربّان السفينة العثمانية خلال عهد السلطان سليم الثاني.

يُعتبر عصر سليمان القانوني عصر الدولة العثمانية الذهبي، وما أن انقضى هذا العصر حتى أصاب الدولة الضعف والتفسخ. فقد كان سليم الثاني، خليفة سليمان، سلطانًا ضعيفًا لا يتصف بما يؤهله للقيام بحفظ فتوحات أبيه فضلاً عن إضافة شيء إليها، بالإضافة إلى أنه كان حاكمًا منحلاً خاملاً، وكان ماجنًا سكّيرًا.
| # | السلطان              | فترة الحكم |
| - | -------------------- | ---------- |
| 1 | مراد الثالث          | 1574-1595  |
| 2 | محمد الثالث العثماني | 1595-1603  |
| 3 | أحمد الأول           | 1603-1617  |
| 4 | مصطفى الأول          | 1617-1618  |
| 5 | عثمان الثاني         | 1618-1622  |
| 6 | مصطفى الأول          | 1622-1623  |
| 7 | مراد الرابع          | 1623-1640  |
| 8 | مصطفى الأول          | 1622-1623  |

## معرض صور

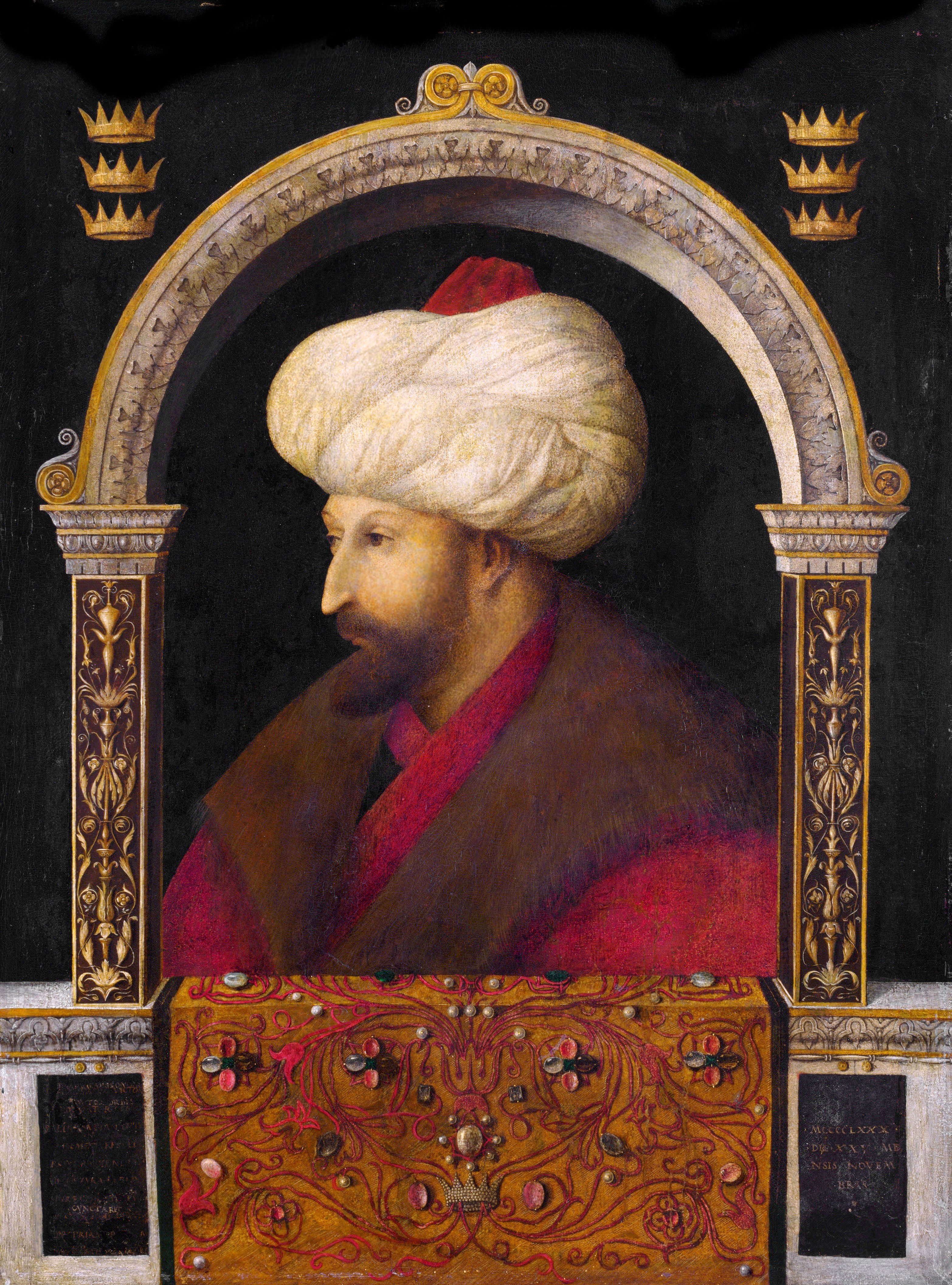
محمد الثاني
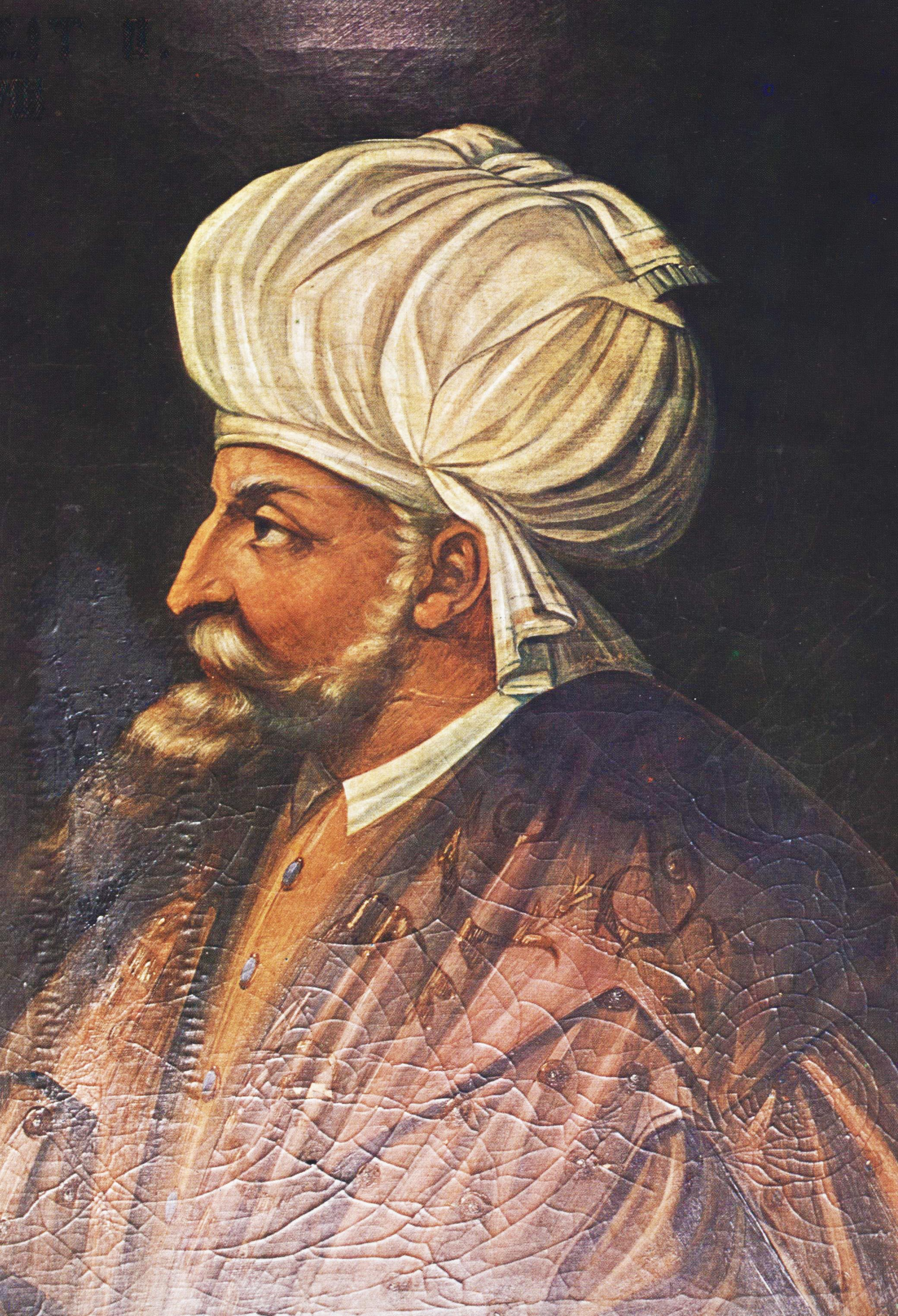
بايزيد الثاني
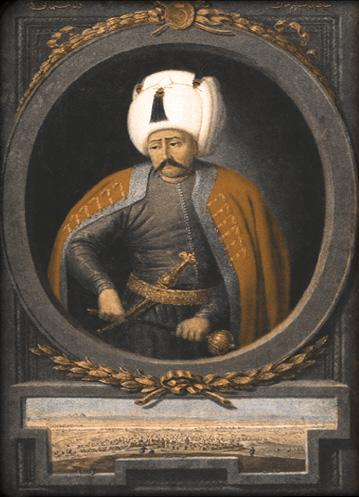
سليم الأول
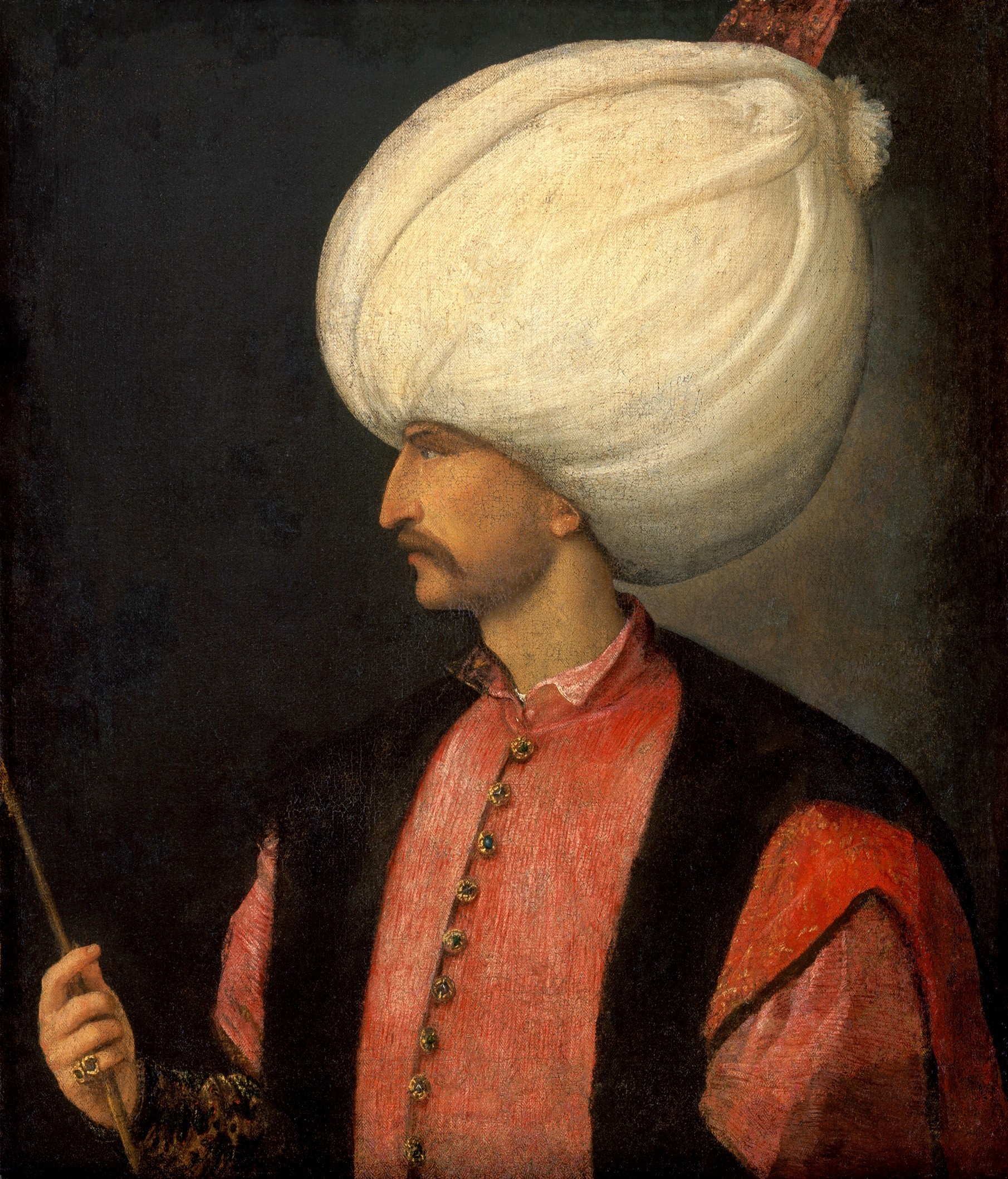
سليمان الأول

### عام
- Tanilli, Server (1986), Yüzyılların Gerçeği ve Mirası II. Cilt, Ortaçağ, Cem Yayınevi
- Tanilli, Server (1987), Yüzyılların Gerçeği ve Mirası III. Cilt, 16. ve 17. yüzyıllar, Cem Yayınevi
- Sander, Oral (1989), Siyasi Tarih, İlkçağlardan 1918'e, İmge Yayınevi